# Lory Money
Lory Money és el pseudònim de Dara Dia (Hann Yarah, Senegal, 7 d'agost de 1979), un músic de música rap senegalès que es va fer popular a través de la plataforma web de vídeos YouTube. Arribà a Espanya el 2006 utilitzant com a transport una pastera. Fou venedor ambulant de top manta. En 2016, escriví un llibre de memòries titulat El youtuber que llegó en patera, pel qual rebé una felicitació per part de l'aleshores alcalde de València, Joan Ribó. El 19 de desembre de 2011 publicà la primera cançó: Santa Claus.

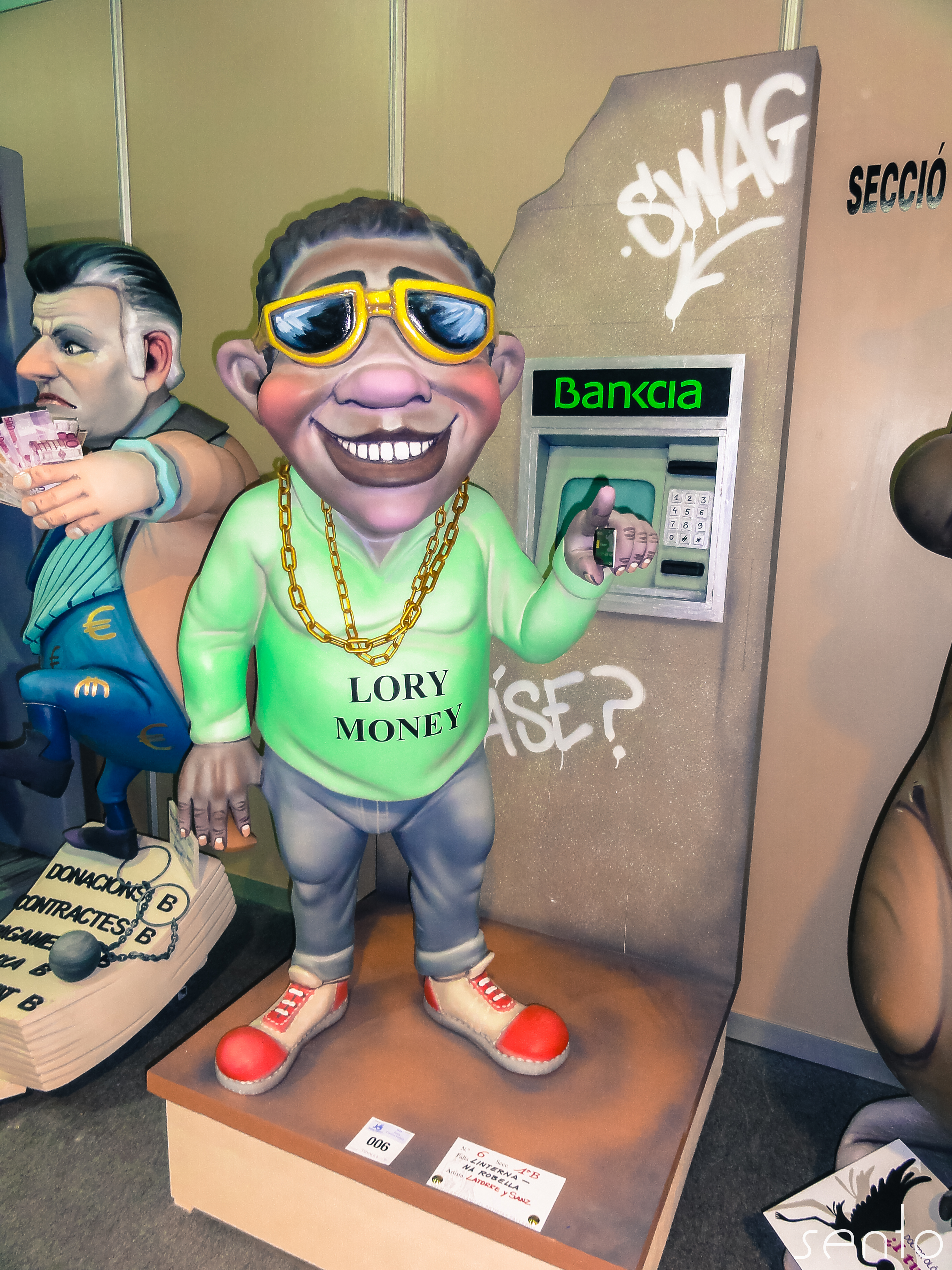
Ninot faller.

El 2016 llançà al mercat una beguda energètica a través de la seua empresa Suaj Unlimited.
KillChris és el raper que li fa beats i s'encarrega d'editar els seus vídeos. Introductor del trap a València i denominat pels fans "marqués del flow" i "príncipe de Supa Dupa". També guardonat amb el premi "Empresari de l'Any 2015" a València per la seua empresa de beguda "Suaj Unlimited".
Els seus singles són:
- Ola K Ase (Universal)
- Ajoaceite (Universal Spain)
- 100 Montaditos Lory Money (Universal Distribution junt a Universal Music i Universal Music Gmbh)
- Lory tiene flow
- El pequeño Nicolas
- Yolo, Yeah, Men, Bich, Negga, Suaj, Flow, Suuu....
- Lory Puigdemoney[7]
- Estate Al Lory